# 1874 في كندا
فيما يلي قوائم الأحداث التي وقعت خلال عام 1874 في كندا.

## سياسة

### تعيين في المنصب
- 1 يناير – كولن كامبل عضو مجلس نواب نوفا سكوشا ‏.
- 1 يناير – ويليام براون عضو الجمعية التشريعية لكولومبيا البريطانية ‏.
- 9 يناير – ديفيد كريستي رئيس مجلس الشيوخ [الإنجليزية]‏.
- 22 يناير – ألفرد جونز عضو مجلس العموم الكندي.
- 22 يناير – باتريك باور عضو مجلس العموم الكندي.
- 22 يناير – جون ووكر عضو مجلس العموم الكندي.
- 22 يناير – جيمس هال عضو مجلس العموم الكندي.
- 1 أبريل – روبرت أتكينسون ديفيس member of the Legislative Assembly of Manitoba ‏،member of the Legislative Assembly of Manitoba ‏.
- 4 مايو – أوين ميرفي عمدة مدينة كيبك  [لغات أخرى]‏.

### انتهاء فترة المنصب
- 1 يناير – الكسندر مانينغ عمدة تورونتو [الإنجليزية]‏.
- 1 يناير – جون تايلور عضو مجلس نواب نوفا سكوشا ‏.
- 1 يناير – جون روس عضو مجلس نواب نوفا سكوشا ‏.
- 1 يناير – جون وايت عضو مجلس العموم الكندي.
- 1 يناير – جيمس كوكبورن عضو مجلس العموم الكندي،رئيس مجلس العموم الكندي [الإنجليزية]‏.
- 21 يناير – جيمس مكدونالد عضو مجلس العموم الكندي.
- 22 يناير – توماس وايت عضو مجلس العموم الكندي.
- 22 يناير – جون جونز روس عضو مجلس العموم الكندي.
- 12 ديسمبر – جيمس روس عضو مجلس العموم الكندي.
- 23 ديسمبر – ألفرد بويد member of the Legislative Assembly of Manitoba ‏.
- 23 ديسمبر – جيمس كرايغ عضو برلمان مقاطعة أونتاريو.
- 23 ديسمبر – روبرت أتكينسون ديفيس member of the Legislative Assembly of Manitoba ‏.
- 23 ديسمبر – هنري جوزيف كلارك member of the Legislative Assembly of Manitoba ‏.

## مواليد

### يناير
- 1 يناير – توماس دونيلي مدرس من كندا.[1]
- 1 يناير – جورج فيرنون هاركورت سياسي كندي.
- 1 يناير – جون أبوت سياسي كندي.
- 1 يناير – فرانك ألين فيزيائي أمريكي.[2]
- 1 يناير – ويليام هارفي كلير سياسي كندي.[3]
- 15 يناير – جيمس ديفيد ستيوارت سياسي كندي.[4]
- 25 يناير – كلارا بريت مارتن محامية كندية.[5]

### فبراير
- 10 فبراير – والتر لي سياسي كندي.[6]
- 11 فبراير – ديفيد ماكنزي رايت سياسي كندي.[7]
- 14 فبراير – دان باين لاعب هوكي جليد كندي.[8]
- 26 فبراير – آرثر سترينغر روائي كندي.[9]

### مارس
- 23 مارس – جيمس ووكر سياسي كندي.
- 30 مارس – رونالد ماكدونالد

### أبريل
- 12 أبريل – جون الكسندر ماكدونالد سياسي كندي.[10]
- 24 أبريل – ليليان إليوت[11]
- 29 أبريل – صموئيل ألفريد ميتشل عالم فلك أمريكي.[12]

### مايو
- 12 مايو – إرنست ألبرت كليفلاند

### يونيو
- 15 يونيو – بنجامين هالدين مصور كندي.

### يوليو
- 14 يوليو – جون كاري دوغلاس سياسي كندي.[13]

### أغسطس
- 26 أغسطس – جدعون روبرتسون سياسي كندي.[14]

### أكتوبر
- 1 أكتوبر – الكسندر مور سياسي كندي.
- 1 أكتوبر – ريد ماكمانوس سياسي كندي.
- 12 أكتوبر – ألبرت تشارلز سوندرز سياسي كندي.

### نوفمبر
- 2 نوفمبر – فيليكس باتريك كوين سياسي كندي.[15]
- 14 نوفمبر – ويليام ساذرلاند ماكسويل مهندس معماري كندي.[16]
- 28 نوفمبر – جوزيف دوفور سياسي كندي.
- 30 نوفمبر – لوسي مود مونتغمري روائية كندية.[17]

### ديسمبر
- 11 ديسمبر – جورج آدم سكوت سياسي كندي.
- 11 ديسمبر – جيمس إل. كرافت رائد أعمال كندي.[18]
- 17 ديسمبر – ويليام كينج رئيس وزراء كندا.[19]

## وفيات

### يناير
- 1 يناير – جيمس كرايغ (مواليد 1823) سياسي كندي.

### مارس
- 21 مارس – توماس ساندرز (مواليد 1836) سياسي كندي.

### مايو
- 17 مايو – جيمس كوينتون (مواليد 1821) سياسي كندي.
- 25 مايو – إدموند مورتيمر مكدونالد (مواليد 1825) سياسي كندي.[20]

### ديسمبر
- 17 ديسمبر – حيرام بلانشارد (مواليد 1820) سياسي كندي.